# Iron Angel of the Apocalypse
Залізний Янгол Апокаліпсису  — відеогра, розроблена компанією Synergy, Inc. і опублікована Panasonic для 3DO .

## Геймплей
Залізний Янгол Апокаліпсису — шутер від першої особи в якому вам треба проходити заплутані рівні, знищувати ворогів котрі з часом будуть змінюватися та збирати спорядження. У цьому тирі гострі відчуття та озноб не дадуть вам спокою.

## Анотація
У вежі, що височіє над спустошеним містом, божевільний вчений продовжує свої експерименти. Його місія: створити досконалу машину для вбивства і очистити світ! Незабаром засоби для досягнення його диких амбіцій будуть приведені в дію. Все, що залишилося - це останній елемент обладнання для Тецуджина... і вас (тобто гравця) було обрано.

## Розробка та випуск
Залізний Янгол Апокаліпсису була розроблена компанією Synergy, Inc. Вперше гра була випущена компанією Panasonic в Японії під назвою Tetsujin 9 квітня 1994 року, що зробило її однією з перших ігор, доступних для 3DO Interactive Multiplayer в цьому регіоні. Того ж року вона також була розповсюджена в Європі тим же видавцем. Однак Panasonic вирішила не робити північноамериканську локалізацію через можливе порушення авторських прав, тож Synergy самостійно випустила гру в 1995 році, змінивши її назву на Iron Angel of the Apocalypse (Залізний Ангел Апокаліпсису). Англійські субтитри були використані з оригінальною японською озвучкою.

## Рецензії
| Видання                   | Оцінка      |
| ------------------------- | ----------- |
| Electronic Gaming Monthly | 13/40       |
| Famitsu                   | 21/40       |
| Game Informer             | 5.5/10      |
| GameFan                   | 236/300     |
| GamePro                   | 12/20       |
| Next Generation           | [ 6 ] [ 7 ] |

Журнал Next Generation рецензував гру, оцінивши її на три зірки з п'яти, і заявив, що "не краща за інші, просто інша". Next Generation також рецензували американську версію гри, оцінивши її на три зірки з п'яти, і заявили, що "вона значною мірою зберігає тривожну мрійливість японської версії, і в деякому сенсі робить її ще більш моторошною".

## Зовнішні посилання
- Залізний янгол Апокаліпсису на GameFAQs
- Залізний янгол апокаліпсису в Giant Bomb
- Залізний янгол Апокаліпсису на MobyGames